# Dendrophorbium americanum
Dendrophorbium americanum là một loài thực vật có hoa trong họ Cúc. Loài này được (L.f.) C.Jeffrey mô tả khoa học đầu tiên năm 1992.